# Habromys
Genre
Isthmomys est un genre de rongeurs de la famille des Cricétidés vivant en Amérique centrale. 

## Liste des espèces
Selon ITIS (20 septembre 2017) :
- Habromys chinanteco (Robertson & Musser, 1976)
- Habromys delicatulus Carleton, Sánchez & Urbano Vidales, 2002
- Habromys ixtlani (Goodwin, 1964)
- Habromys lepturus (Merriam, 1898)
- Habromys lophurus (Osgood, 1904)
- Habromys simulatus (Osgood, 1904)